# Olympische Geschichte Malayas
| Gelbes Symbol für Goldmedaillen mit stilisierten Olympischen Ringen | Graues Symbol für Silbermedaillen mit stilisierten Olympischen Ringen | Braundes Symbol für Bronzemedaillen mit stilisierten Olympischen Ringen |
| ------------------------------------------------------------------- | --------------------------------------------------------------------- | ----------------------------------------------------------------------- |
| —                                                                   | —                                                                     | —                                                                       |

Malaya nahm als eigenständige Mannschaft an den Olympischen Sommerspielen 1956 und 1960 teil. 1963 wurde der Staat Malaysia gegründet. Sportler, die für Malaya starteten, traten von nun an, ebenso wie Sportler aus Nord-Borneo, für Malaysia an.
Insgesamt traten 40 Athleten, unter ihnen eine Frau, an. Medaillen wurden nicht gewonnen.
Jüngstes Mannschaftsmitglied war 1960 der Leichtathlet Manikavasagam Jegathesan, der im Alter von 16 Jahren an den Start ging. Der Sportschütze Chan Kooi Chye war 1960 im Alter von 39 Jahren ältester Starter.

## Übersicht der Teilnehmer

### Sommerspiele
| Jahr           | Flaggenträger         | Teilnehmer | Männer | Frauen | Sportarten | Goldmedaillen | Silbermedaillen | Bronzemedaillen | Gesamt |
| -------------- | --------------------- | ---------- | ------ | ------ | ---------- | ------------- | --------------- | --------------- | ------ |
| 1956 Melbourne | Tan Kim Bee           | 32         | 31     | 1      | 5          |               |                 |                 |        |
| 1960 Rom       | Shahrudin Mohamed Ali | 9          | 9      | 0      | 4          |               |                 |                 |        |

### Winterspiele
Keine Teilnahmen an Olympischen Winterspielen.

## Medaillengewinner
Keine Medaillengewinner.